# Oxythyrea podicalis
Oxythyrea podicalis är en skalbaggsart som beskrevs av Neervoort Van De Poll 1890. Oxythyrea podicalis ingår i släktet Oxythyrea och familjen Cetoniidae.

## Underarter
Arten delas in i följande underarter:
- O. p. petronillae
- O. p. ruficeps